# POV (canção)
"POV" (acrônimo de "point of view"; estilizado em letras minúsculas) é uma canção da cantora estadunidense Ariana Grande, gravada para seu sexto álbum de estúdio Positions. Foi escrita por Grande com Tayla Parx e seus produtores Sr. Franks, Oliver "Junior" Frid e Tommy Brown. Originalmente lançada junto com o álbum em 30 de outubro de 2020 através da Republic Records, a faixa foi enviada para rádios hot AC estadunidenses em 19 de abril de 2021, servindo como o terceiro e último single do álbum.

## Antecedentes e composição
Em 24 de outubro de 2020, Grande lançou a lista de faixas de Positions nas redes sociais, revelando "POV" como a décima quarta e última faixa do álbum.
"POV" é uma balada de R&B com um arranjo tranquilo acompanhado de violoncelo e viola. Tem uma duração de três minutos e vinte e um segundos. A música começa com efeitos sonoros de chuva. Na última linha, Grande segue uma melodia descendente enquanto a música desaparece.
Liricamente, a música explora a ideia de trocar de lugar com um amante, e como o amor pode suavizar imperfeições percebidas. Na faixa, Grande menciona o quão profundamente seu amante, Dalton Gomez, a entende e a ama, o quanto mais compreendida e adorada a cantora se sente através de seus olhos, assim como suas inseguranças, seu medo inicial de começar um relacionamento novamente, e como Gomez a ajudou a superá-lo. Ela também expressa alegria por ser aceita por ser "feia", e faz um apelo para se amar tanto quanto seu parceiro a ama.

## Vídeoclipe
Esperava-se que um videoclipe fosse lançado, mas foi posteriormente descartado, provavelmente devido a limitações de tempo. Os produtores do videoclipe foram Valerie Bush e Julio Mata Jr, a direção ficou com Stefan Kohil (com quem Ariana trabalha há muito tempo) e o vídeo editado por Troy Charbonnet. O clipe foi gravado dias antes do casamento entre Grande e seu ex-marido Dalton Gomez.
Em 18 de janeiro de 2022, o ator George Todd M, que já atuou em Euphoria e Shameless, postou um TikTok confirmando o videoclipe, mostrando o cronograma de filmagens do projeto. A gravação do vídeo ocorreu em Miami, Flórida, no início de 2021. Em 24 de abril de 2023, foi confirmado que o vídeo tinha 3:25. A música tem dois videoclipes descartados com cenários e enredos diferentes para cada um: a primera versão continha uma cena relaxante de pastagem com uma grande árvore, Grande é apresentada ao longo de todo o vídeo; já a segunda versão, ambientada em Miami, trazia um casal gay, uma família e Grande no início e no final do vídeo.
Dois trechos do videoclipe vazaram em 15 e 16 de maio de 2023, até ser totalmente vazado em 18 de maio de 2023, após fãs juntarem uma vakinha online para alcançarem o valor pedido para o clipe ser vazado.

## Recepção da crítica
Jason Lipshutz da Billboard classificou "POV" como sua música preferida em Positions, descrevendo a música como uma que "quebra o molde de uma balada R&B tradicional", chamando-a de "um show-stopper de tirar o fôlego" e "a mais elegante - e indiscutivelmente a melhor - implantação de baladas completas em seu catálogo até hoje". Ele elogiou particularmente o conceito lírico da música, que ele considera uma parte integrante do que faz a música "funcionar tão bem". Justin Curto do Vulture classificou a música como como "um dos melhores desempenhos de Grande em Positions", considerando-a "um final em êxtase apresentando toda a sua gama de registros de apito, belts, e é executado em apenas três minutos e meio". Escrevendo para Consequence of Sound, Mary Siroky escolheu "POV" como uma das três "faixas essenciais" do álbum, e considerou-a "talvez a melhor apresentação para os ouvintes de cinturão frequentemente anseiam dela". Chris DeVille, do Stereogum, escreveu em sua crítica do álbum: "Álbum mais próximo, 'POV' é o tipo de balada tradicionalista da igreja que Carey ou Whitney Houston mataram uma vez, e Grande prova ser uma herdeira digna."

## Posições nas tabelas musicais
| Tabela musical (2020–2021)                   | Melhor posição |
| -------------------------------------------- | -------------- |
| Austrália (ARIA)                             | 29             |
| Canadá (Canadian Hot 100)                    | 31             |
| Estados Unidos (Billboard Hot 100)           | 27             |
| Estados Unidos (Billboard Mainstream Top 40) | 3              |
| França (SNEP)                                | 136            |
| Mundo (Billboard Global 200)                 | 22             |
| Grécia (IFPI)                                | 35             |
| Irlanda (IRMA)                               | 16             |
| Lituânia (AGATA)                             | 49             |
| Nova Zelândia (Recorded Music NZ)            | 19             |
| Países Baixos (Single Top 100)               | 65             |
| Portugal (AFP)                               | 51             |
| Reino Unido (UK Singles Chart)               | 19             |
| Singapura (RIAS)                             | 21             |
| Suécia (Sverigetopplistan)                   | 83             |
| Suíça (Schweizer Hitparade)                  | 81             |

## Histórico de lançamento
| Região         | Data                | Formato(s)    | Gravadora | Ref.   |
| -------------- | ------------------- | ------------- | --------- | ------ |
| Estados Unidos | 19 de abril de 2021 | Rádios hot AC | Republic  | [ 31 ] |